# کامیساتو، سایتاما
کامیساتو، سایتاما (به لاتین: Kamisato, Saitama) یک منطقهٔ مسکونی در ژاپن است که در استان سایتاما واقع شده‌است. کامیساتو ۲۹٫۱۸ کیلومترمربع مساحت و ۳۰٬۴۳۴ نفر جمعیت دارد.